# Campeonato Paulista de Futebol de 1906
O Campeonato da Liga Paulista Foot-Ball de 1906 foi a 5.ª edição da competição entre clubes de futebol paulistanos filiados à LPF. É reconhecido oficialmente pela Federação Paulista de Futebol como a quinta edição do Campeonato Paulista de Futebol.
Disputado entre 3 de maio e 7 de outubro daquele ano, contou com a participação de seis agremiações. Contudo, o campeonato ficou ofuscado pela primeira grande crise do futebol paulistano, resultado de uma suspeita de desvio da arrecadação com a venda de ingressos.
Líder da competição, a Athletica das Palmeiras acabou punida com a desclassificação do torneio e a anulação de todos os seus pontos conquistados.
O caso acabou encerrado somente nos fins de 1908 e início de 1909 quando a Athletica foi reintegrada à Liga, que considerou a competição de 1906 anulada - o próprio Germânia, que herdaria o título, não havia reivindicado a "Taça Conde Álvares Penteado" naquele momento.
Contudo, se nos registros da Liga Paulista de Foot-Ball não houve vencedor naquele campeonato, a sucessora Federação Paulista de Futebol atribuiu ao Germânia o título de campeão paulista daquele ano, bem como a imprensa paulistana.

## História
Antes de começar o campeonato, duas decisões denotaram que o entrevero entre jogadores e diretoria do Paulistano no final do último torneio, que culminou com a debandada de vários jogadores para a Athletica das Palmeiras, não havia sido esquecido.
Ofendido com a rebelião, o presidente Numa de Oliveira submeteu submeteu um pedido de expulsão definitiva para o jogador Jorge Mesquita, a quem atribuía a culpa pelo episódio que culminou no desmanche do time campeão. A LPF aprovou a punição num primeiro momento e, pouco depois, a reduziu para um ano de suspensão. Como consequência, a liga revisou seus estatutos para incluir dispositivos mais rígidos no controle dos clubes associados e criou um conselho de representantes para julgar futuros casos considerados como transgressões.
Também num claro sinal de má vontade, a liga melou a incorporação da Athletica das Palmeiras ao Club de Regatas São Paulo, fundado dois anos antes por membros da elite fazendeira paulista. Costurando a aliança por muitos meses, os planos ficaram mais próximos da realização quando a Athletica transferiu sua sede para a chácara da Floresta, às margens do rio Tietê, em janeiro daquele ano. Mas quando os representantes do Regatas São Paulo se apresentaram à LPF como agremiação sucessora, sua admissão não foi aceita pelos comissários da liga.
A mudança para a chácara da Floresta deu uma melhor estrutura para a Athletica das Palmeiras, que havia sido a última colocada nas duas edições que participou do campeonato da liga. A equipe enfrentou o Internacional de Santos, pela disputa anual da vaga de acesso ao campeonato. O time santista havia vencido a primeira eliminatória contra o Sport Club Americano por 2–0. Reforçada pelos habilidosos jogadores dissidentes do Paulistano, a Athletica venceu com muita facilidade o Internacional santista, por 4–1.
Na disputa do campeonato da liga, que teve início em princípios de maio, os tradicionais favoritos Paulistano e São Paulo Athletic sucumbiram. Os primeiros sentiram a ausência de seus principais jogadores, que agora defendiam a Athletica. Já o tricampeão São Paulo Athletic fez uma péssima campanha, sem conquistar uma vitória sequer e ainda sofrendo duas goleadas desconcertantes por 0–6 ante o Germânia e 1–9 diante do Internacional. Esta última provocou uma crise no time dos ingleses que culminou no abandono do torneio, atitude pouco comum para a ética esportiva da época. Como consequência, um grupo dissidente formado por Jeffery, Robottom, Viotti, Butler e Rowlands deixou a liga para fundar uma nova agremiação, o Concordia Football Club.
 O líder da equipe, Charles Miller, também deixou o cargo de vice-presidência da LPF antes do fim do campeonato.
Sem as duas tradicionais forças, o futebol paulistano viu emergir dois novos protagonistas, a Athletica das Palmeiras e o Germânia, que disputaram intensamente o campeonato. Líder na maior parte do torneio, o Germânia perdeu o segundo confronto entre as equipe em agosto e viu a Athletica ficar bem próxima do título, até que um escândalo abalou a disputa.
Logo após a derrota diante da Athletica das Palmeiras por 0–2 no dia 30 de setembro, a diretoria do Internacional entrou com um recurso na LPF, denunciando o rival por desviar parte do dinheiro da arrecadação daquela partida. A acusação foi rebatida pela diretoria da Athletica, que alegou em sua defesa ser vítima calúnia, porque um funcionário do clube havia vendido ingressos com desconto de 50% para os sócios do Club de Regatas São Paulo, e que estaria disposta a ressarcir as perdas do Internacional.
Segundo o jornal O Commercio de São Paulo, por trás da denúncia, existiria um suposto pacto entre Paulistano, Germânia e Mackenzie para eliminar a Athletica do campeonato. A crise se aprofundou com a renúncia de Armando Prado à presidência da liga, substituído imediatamente por Antonio Prado. Já a direção do Mackenzie College havia determinado que a associação atlética dos seus alunos, que geria o time de futebol, fosse extinta, por “questões disciplinares”.
Em protesto, a diretoria da Athletica se retirou da liga e pediu para o então secretário de segurança pública, Washington Luis, a abertura de inquérito policial para esclarecer o caso. Apesar de nenhuma ilegalidade ter ficado comprovada, o conselho da LPF confirmou no dia 22 de outubro a decisão de desclassificar a Athletica das Palmeiras e anular todos os pontos das partidas que ela havia disputado. A punição tinha como base a interpretação do artigo 19 do estatuto da liga, que estipulava que a arrecadação deveria ser dividida igualmente entre os dois participantes e que os jogos nunca poderiam “constituir objeto de exploração por parte de qualquer indivíduo, empresa ou associação”.
A história do campeonato não acabou por aí. No ano seguinte, simpatizantes e futebolistas da Athletica das Palmeiras divulgaram um manifesto com dezenas de assinaturas, no qual exigiam uma reparação pública pela Liga, através da devolução do título cassado ou anulação do campeonato. Mas a LPF ignorou o desagravo, e a Athletica se distanciou da entidade, tendo ambos se conciliado somente a partir de 1908. Até que finalmente, a Liga Paulista de Foot-Ball anulou o campeonato de 1906 dos seus registros históricos e fez um convite para a Athletica das Palmeiras jogar o torneio de 1909 sem passar por seletiva.

## Participantes
| Equipe                  | Cidade    | Fundação               | Participação | Títulos               |
| ----------------------- | --------- | ---------------------- | ------------ | --------------------- |
| Athletica das Palmeiras | São Paulo | 9 de novembro de 1902  | 3ª           | -                     |
| Germânia                | São Paulo | 7 de setembro de 1899  | 5ª           | -                     |
| Internacional           | São Paulo | 19 de agosto de 1899   | 5ª           | -                     |
| Mackenzie               | São Paulo | 18 de agosto de 1898   | 5ª           | -                     |
| Paulistano              | São Paulo | 29 de dezembro de 1900 | 5ª           | 1 (1905)              |
| São Paulo Athletic      | São Paulo | 13 de maio de 1888     | 5ª           | 3 (1902, 1903 e 1904) |

## Regulamento
Segundo o estatuto do campeonato:
- Cada clube tem de jogar duas partidas com os outros participantes, sendo uma como mandante e outra como visitante. (Artigo 18)
- Quando um dos clubes não comparecer no lugar, dia e hora designados para a partida, esta será considerada ganha pelo clube que comparecer. Se nenhum clube comparecer, a partida será considerada perdida para os dois ausentes. (Artigo 19)
- As partidas só podem ser adiadas por motivo de grande relevância, a juízo dos representantes da Liga encarregados de fiscalizá-lo. O clube que, infringindo esse artigo, deixar de disputar três partidas consecutivas, será considerado desligado, ficando nulas as partidas já jogadas. (Artigo 20)
- O clube vencedor do campeonato anual recebe uma taça, pela qual fica responsável, e terá possa definitiva dessa taça aquele que for vencedor de três taças consecutivas. (Artigo 21)
- O campeão é a equipe que somar mais pontos (a vitória vale dois pontos, e o empate, um ponto). Havendo empate no resultado final, disputa-se um jogo extra. Essa partida desempate terminar em empate, é feita uma prorrogação não superior a 30 minutos. Se terminada essa prorrogação continuar o empate, é marcada uma nova partida, e assim por diante. (Artigo 22)

## Tabela
- 3 de maio - Mackenzie 3–1 Internacional
- 6 de maio - Athletica das Palmeiras 2–1 São Paulo Athletic
- 13 de maio - Germania 3–1 Internacional
- 20 de maio - Germania 6–0 São Paulo Athletic
- 24 de maio - Mackenzie 2–2 São Paulo Athletic
- 27 de maio - Germania 1–0 Athletica das Palmeiras
- 3 de junho - Internacional 2–0 São Paulo Athletic
- 10 de junho - Athletica das Palmeiras 3–2 Paulistano
- 14 de junho - Paulistano 2–2 Mackenzie
- 24 de junho - Germânia 4–0 Paulistano
- 29 de junho - Paulistano 2–0 São Paulo Athletic
- 1 de julho - Athletica das Palmeiras 3–1 Internacional
- 8 de julho - São Paulo Athletic 1–3 Germânia
- 14 de julho - Germânia 5–3 Mackenzie
- 15 de julho - Internacional 2–1 Paulistano
- 2 de julho - Paulistano 2–5 Athletica das Palmeiras
- 29 de julho - Paulistano 0–2 Germânia
- 5 de agosto - São Paulo Athletic 1–9 Internacional
- 12 de agosto - Athletica das Palmeiras 3–1 Germânia
- 15 de agosto - Mackenzie – São Paulo Athletic**
- 19 de agosto - Internacional 1–0 Germânia
- 7 de setembro - Internacional 3–0 Mackenzie*
- 8 de setembro - São Paulo Athletic – Paulistano**
- 16 de setembro - Athletica das Palmeiras – São Paulo Athletic**
- 20 de setembro - Mackenzie – Paulistano***
- 30 de setembro - Internacional 0–2 Athletica das Palmeiras
- 7 de outubro - Paulistano 1–3 Internacional
- 12 de outubro - Mackenzie – Athletica das Palmeiras***
- 1 de novembro - Mackenzie – Germânia***
- 15 de novembro - Athletica das Palmeiras – Mackenzie***

** jogos cancelados devido à desistência do São Paulo Athletic
*** jogos cancelados devido à desistência do Mackenzie

## Classificação final
Após a goleada sofrida diante do Internacional em 5 de agosto, o time do São Paulo Athletic abandonou a competição, faltando enfrentar mais uma vez a Athletica das Palmeiras, o Mackenzie e o Paulistano. Pouco depois, foi a vez do Mackenzie se retirar da disputa, assim as partidas restantes (duas contra a Athletica das Palmeiras e uma cada contra Paulistano e Germânia) foram canceladas. Para ambos os casos, foram dados os pontos para os times.
| Classificação | Classificação           | Classificação | Classificação | Classificação | Classificação | Classificação | Classificação | Classificação | Classificação |
| Time | Time                    | PG            | J             | V             | E             | D             | GP            | GC            | SG            |
| --- | ----------------------- | ------------- | ------------- | ------------- | ------------- | ------------- | ------------- | ------------- | ------------- |
| 1 | Athletica das Palmeiras | 18            | 7             | 6             | 0             | 1             | 18            | 8             | 10            |
| 2 | Germânia                | 16            | 9             | 7             | 0             | 2             | 25            | 6             | 19            |
| 3 | Internacional           | 12            | 9             | 6             | 0             | 3             | 23            | 14            | 9             |
| 4 | Paulistano              | 7             | 8             | 1             | 1             | 6             | 10            | 21            | - 11          |
| 5 | Mackenzie               | 6             | 5             | 1             | 2             | 2             | 10            | 13            | - 3           |
| 6 | São Paulo Athletic      | 1             | 7             | 0             | 1             | 6             | 5             | 26            | - 21          |
| PG - pontos ganhos; PH - pontos herdados (partidas canceladas); J - jogos; V - vitórias; E - empates; D - derrotas; GP - gols pró; GC - gols contra; SG - saldo de gols |                         |               |               |               |               |               |               |               |               |

|  |                       |
|  | Campeão               |
|  | Abandonaram a disputa |

Com os resultados, a Athletica das Palmeiras era o campeã da liga naquele ano e seus jogadores chegaram a comemorar o título. Mas o Internacional entrou com o recurso contra a partida do dia 30 de setembro, vencida pela Athletica das Palmeiras, acusando o adversário de descumprir o estatuto da Liga e cometer irregularidades na cobrança de ingressos para aquela partida. Em 22 de outubro, a LPF julgou que a acusação procedente e, com isso, a Athletica das Palmeiras teve seus pontos anulados e foi desclassificada, o Germânia ficou com o título.
| Classificação final | Classificação final     | Classificação final | Classificação final | Classificação final | Classificação final | Classificação final | Classificação final | Classificação final | Classificação final |
| Time | Time                    | PG                  | J                   | V                   | E                   | D                   | GP                  | GC                  | SG                  |
| --- | ----------------------- | ------------------- | ------------------- | ------------------- | ------------------- | ------------------- | ------------------- | ------------------- | ------------------- |
| 1 | Germânia                | 16                  | 9                   | 7                   | 0                   | 2                   | 25                  | 6                   | 19                  |
| 2 | Internacional           | 12                  | 9                   | 6                   | 0                   | 3                   | 23                  | 14                  | 9                   |
| 3 | Paulistano              | 7                   | 8                   | 1                   | 1                   | 6                   | 10                  | 21                  | - 11                |
| 4 | Mackenzie               | 6                   | 5                   | 1                   | 2                   | 2                   | 10                  | 13                  | - 3                 |
| 5 | São Paulo Athletic      | 1                   | 7                   | 0                   | 1                   | 6                   | 5                   | 26                  | - 21                |
| 6 | Athletica das Palmeiras | 0                   | 7                   | 6                   | 0                   | 1                   | 18                  | 8                   | 10                  |
| PG - pontos ganhos; PH - pontos herdados (partidas canceladas); J - jogos; V - vitórias; E - empates; D - derrotas; GP - gols pró; GC - gols contra; SG - saldo de gols |                         |                     |                     |                     |                     |                     |                     |                     |                     |

|  |                        |
|  | Campeão da LPF de 1906 |
|  | Abandonaram a disputa  |
|  | Desclassificado        |

## Premiação
| Campeão Paulista de 1906 |
| ------------------------ |
| GERMÂNIA (1º título)     |

* Posteriormente, a Liga Paulista de Foot-Ball considerou aquele torneio sem vencedor, mas o título é reconhecido pela Federação Paulista de Futebol